# Скляр Дмитро Степанович
Дмитро Степанович Скляр (1912 — ?) — радянський діяч вугільної промисловості, начальник комбінату «Луганськвугілля», 1-й заступник міністра вугільної промисловості УРСР.

## Життєпис
Член ВКП(б) з 1947 року.
До липня 1954 року — керуючий вугільного тресту «Краснодонвугілля» Ворошиловградської області.
У липні 1954 — лютому 1955 року — 1-й заступник міністра вугільної промисловості Української РСР.
З 1955 року — начальник головного управління «Головпівнічдонбасвугілля» Міністерства вугільної промисловості Української РСР.
З 1956 року — начальник головного управління «Головворошиловградвугілля» Міністерства вугільної промисловості Української РСР.
У 1957—1963 роках — начальник комбінату «Ворошиловградвугілля» (з 1958 року — «Луганськвугілля») Української РСР.
Подальша доля невідома.

## Нагороди та відзнаки
- орден Леніна (26.04.1957)
- медалі
- Заслужений шахтар Української РСР (1962)